# Solgräshoppa
Solgräshoppa (Chorthippus apricarius) är en art i insektsordningen hopprätvingar som tillhör familjen markgräshoppor. 

## Kännetecken
Denna gräshoppa är övervägande gråbrunaktig i färgen, ofta med lätt gulaktiga inslag, och har en kroppslängd på 13 till 22 millimeter. Honan är vanligen större än hanen och har också kortare vingar än denne.

## Utbredning
Utbredningsområdet omfattar delar av Europa och tempererade Asien, samt Nordafrika. I Sverige finns den i de södra och sydvästra delarna av landet, samt på Öland och Gotland.

## Levnadssätt
Solgräshoppan föredrar torra, varma och öppna områden med gräsvegetation. Olika sorter av gräs utgör också dess huvudsakliga föda. Hanen stridulerar, det vill säga spelar, för att locka till sig honor. Sången är ett karakteristiskt, väsande ljud som kan upprepas i förhållandevis långa intervaller. Hanen spelar även för att markera sin närvaro gentemot andra hanar. Denna typ av sång har kortare intervaller. 